# Szabadítsátok ki Jimmyt!
A Szabadítsátok ki Jimmyt! (eredeti cím: Slipp Jimmy fri) 2006-ban bemutatott norvég 3D-s számítógépes animációs film, amelynek a rendezője és az írója Christopher Nielsen, a producere Håkon Gundersen és Lars Andreas Hellebust, a zeneszerzője Simon Boswell. A mozifilm a Storm Studio gyártásában készült, az Columbia TriStar forgalmazásában jelent meg. Műfaját tekintve filmvígjáték. 
Norvégiában 2006. április 21-én mutatták be, Magyarországon pedig az HBO mutatta be.

## Szereplők
| Szereplő                                                     | Eredeti hang    | Magyar hang      |
| ------------------------------------------------------------ | --------------- | ---------------- |
| Roy Arnie                                                    | Woody Harrelson | Király Attila    |
| Agy                                                          | Simon Pegg      | Kassai Károly    |
| Gaz                                                          | Phil Daniels    | Fekete Zoltán    |
| Bolha                                                        | Jay Simpson     | Seszták Szabolcs |
| Sztromovszkij                                                | Jim Broadbent   | Konrád Antal     |
| Pápaszem                                                     | James Cosmo     | Barbinek Péter   |
| Marius                                                       | Kyle MacLachlan | Czvetkó Sándor   |
| Bettina                                                      | Emilia Fox      | Németh Kriszta   |
| Sonia                                                        | Samantha Morton | Dögei Éva        |
| Erik                                                         | Kris Marshall   | Varga Rókus      |
| Lise                                                         | Lisa Maxwell    | Hámori Eszter    |
| Harvey                                                       | William Hope    | Balázsi Gyula    |
| További magyar hangok:                                       |                 |                  |
| Láng Balázs, Pintér Gábor Attila, Rosta Sándor, Szabó Zsuzsa |                 |                  |